# Joanna Giemzowska
Joanna Giemzowska (właśc. Joanna Giemzowska-Pilch) – polska skrzypaczka występująca w Piwnicy pod Baranami i nagrywająca z grupą Anawa oraz z Markiem Grechutą i Grzegorzem Turnauem.

## Dyskografia
- 1981: Marek Grechuta Śpiewające obrazy
- 1987: Marek Grechuta Wiosna – ach to ty
- 1989: Marek Grechuta Krajobraz pełen nadziei
- 1991: Grzegorz Turnau Naprawdę nie dzieje się nic
- 2000: Marek Grechuta Szalona lokomotywa
- 2005: Marek Grechuta Godzina miłowania